# Alser Kaserne

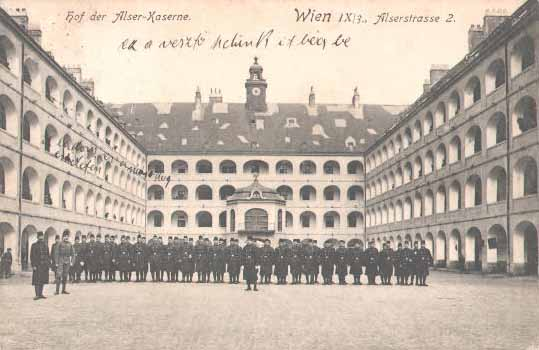
Innenhof der Alser Kaserne

Die Alser Kaserne befand sich in Wien, im 9. Gemeindebezirk, Alsergrund, an der Alser Straße (damalige Hausnummer 2) auf dem Areal des heutigen Otto-Wagner-Platzes. An dessen nördlichem Rand steht heute die Zentrale der Oesterreichischen Nationalbank.

## Geschichte
1689 wurde hier der Bau der so genannten Landschaftsakademie oder -schule fertiggestellt, eine höhere Bildungseinrichtung der niederösterreichischen Stände. 1749 wurde die Schule konkurrenzbedingt aufgelassen. Die Hofkammer, Vorläuferin des Finanzministeriums, erwarb das Gebäude 1751 und ließ an seiner Stelle von 1751 bis 1753 auf dem 26.673 Quadratmeter großen Grundstück die Alser Kaserne mit einer verbauten Fläche von 13.952 Quadratmeter errichten, die am 18. April 1753 bezogen wurde.
Nach erfolgreichen Versuchen mit der sogenannten Thermolampe in der Kaserne von Znaim setzte Andreas Zacharias Winzler 1801 / 1802 im Auftrag des Kriegsministeriums seine Versuche in der Alser Kaserne erfolgreich fort.
In den letzten Jahren ihres Bestehens bot die Alser Kaserne Platz für zwei Stäbe von k. u. k.  Infanterieregimentern und sechs Infanteriebataillone des gemeinsamen Heeres, die Sektion I des Garnisonsgerichts (Garnisonsarrest) sowie für 21 Wohnungen für Offiziere und 25 Wohnungen für verheiratete Unteroffiziere. Die Kaserne war mit einer katholischen und einer evangelischen Kapelle ausgestattet.
Von den 1870er Jahren an wurde das Areal der Kaserne für Polizeigebäude in Aussicht genommen, die man beim der Kaserne an der Alser Straße gegenüberliegenden Landesgericht für Strafsachen Wien ansiedeln wollte, um Häftlinge zu Fuß zu Gericht bringen zu können. Da sich die Absiedlung der Heereseinrichtungen aber um Jahrzehnte verzögerte, wurde für die Polizei das vom Gericht viel weiter entfernte Polizeigebäude Rossauer Lände errichtet. Dessen Bau begann nach längerer Planung kurioserweise erst 1902, als das Heer kein Hindernis mehr für den seinerzeit gewünschten Standort an der Alser Straße gewesen wäre.
Am 6. Februar 1902 übernahm die Gemeinde Wien im Zuge der sogenannten Kasernentransaktion die Kaserne und ließ sie 1912 abreißen.
Die bis dahin hier stationierten Truppen des gemeinsamen Heeres wurden in die 1910 / 1911 errichtete Erzherzog-Carl-Kaserne, damals im 21., seit 1954 im 22. Wiener Gemeindebezirk, verlegt. Für die ebenfalls hier stationierten bosnischen Soldaten, die in die 1894–1896 erbaute Erzherzog-Albrecht-Kaserne im 2. Wiener Gemeindebezirk verlegt wurden, wurde dort ein islamischer Gebetsraum eingerichtet. Beide neuen Kasernen befanden sich in deutlich größerer Entfernung vom Stadtzentrum als die Alser Kaserne.

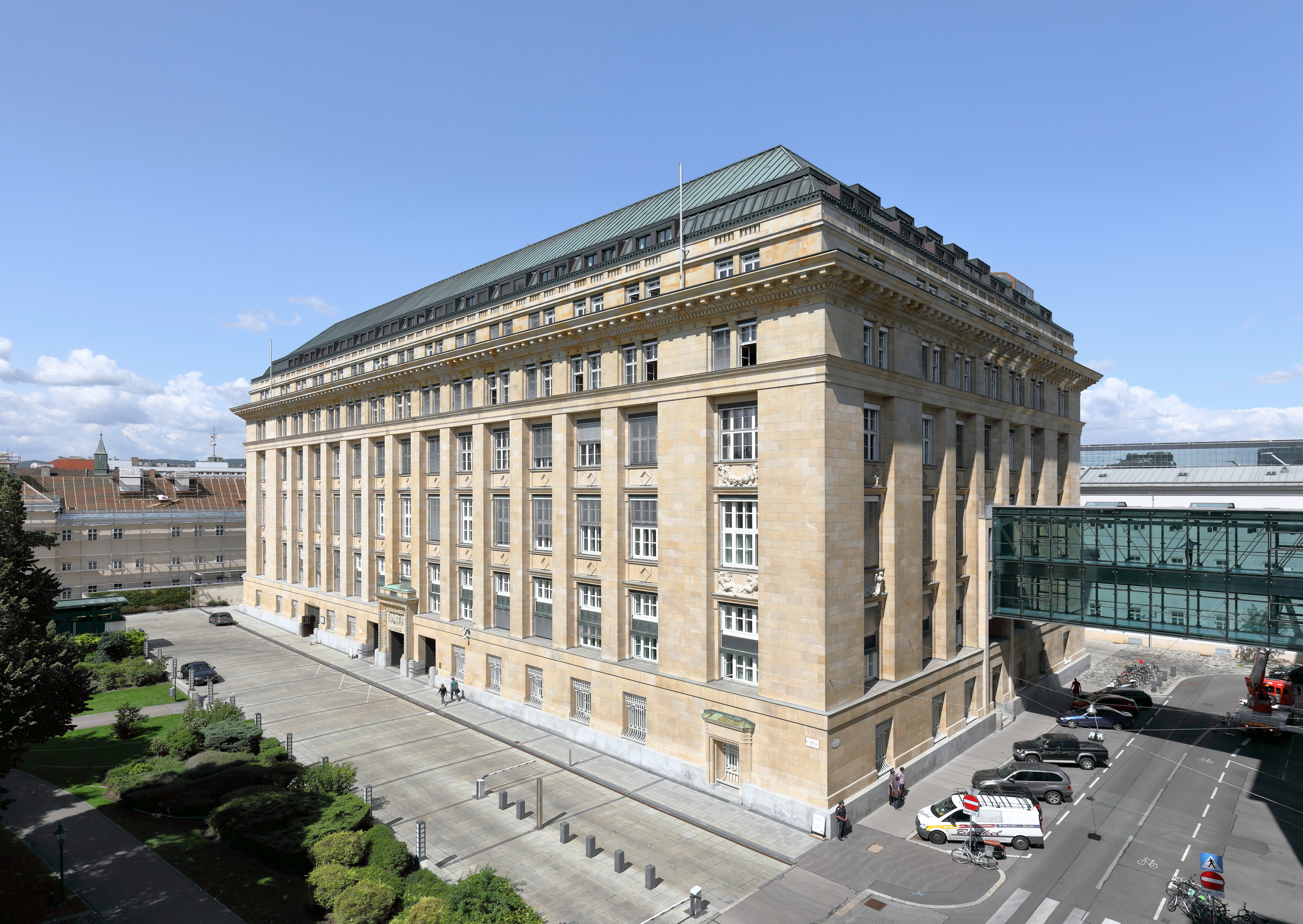
Hauptgebäude der Oesterreichischen Nationalbank auf dem Gelände der ehemaligen Alser-Kaserne

Auf dem nördlichen Teil des Kasernenareals wurde das 1913 für die Österreichisch-Ungarische Bank, die Notenbank der Doppelmonarchie, geplante und 1925 als Hauptgebäude der Österreichischen Nationalbank in Betrieb genommene und bis heute genutzte Gebäude errichtet, der Teil direkt an der Alser Straße blieb, als Grünanlage gestaltet, frei und wurde 1925 Otto-Wagner-Platz benannt; ein kleinerer, östlich anschließender Teil wurde 1935 Frankhplatz benannt. (Wagner hatte u. a. das östlich an diesen angrenzende Hosenträgerhaus errichtet.) Das Tor der Alser Kaserne wurde von einem ungarischen Magnaten gekauft und aus Wien abtransportiert.

## Nachbar: Rotes Haus
Unmittelbar östlich der Alser Kaserne befand sich ein 1802 / 1803 errichtetes, langgestrecktes Gebäude, das sogenannte Rote Haus der Fürsten Esterházy, mit vier Höfen, 20 Stiegenhäusern und mehr als 150 Wohnungen einer der größten Wohnbauten Wiens; weiters war die Esterházysche Bibliothek hier untergebracht. 1804 wohnte Ludwig van Beethoven einige Wochen hier. 1861 wurde der Komplex verkauft, 1888 / 1889 demoliert. Auf seinem Areal wurden noch vor 1900 die Häuserblöcke östlich des Otto-Wagner-Platzes bis zur Garnisongasse errichtet. Die 1862 benannte Rotenhausgasse, die die Anlage im Norden gegenüber dem Allgemeinen Krankenhaus abgrenzte, erinnert an das Gebäude.